# Świat Fotografii
Świat Fotografii – pierwsze powojenne czasopismo fotograficzne. Polski ilustrowany miesięcznik o tematyce fotograficznej, wydawany w Poznaniu, w latach 1946–1953.

## Historia
Świat Fotografii był czasopismem (miesięcznikiem) utworzonym staraniem członków Stowarzyszenia Miłośników Fotografii w Poznaniu (m.in. Fortunaty Obrąpalskiej, Zygmunta Obrąpalskiego). Miesięcznik ukazał się (m.in.) dzięki wsparciu finansowemu Mariana Szulca (ówczesnego referenta fotografiki Wojewódzkiego Wydziału Kultury i Sztuki w Poznaniu), będącego jednocześnie redaktorem prowadzącym czasopisma od początku istnienia miesięcznika. W latach 1946–1948 Świat Fotografii był agendą Stowarzyszenia Miłośników Fotografii w Poznaniu. Od 1947 roku czasopismo zostało równocześnie agendą Polskiego Towarzystwa Fotograficznego.
Zawartość czasopisma stanowiły aktualne wiadomości fotograficzne – w dużej części wiadomości informujące o działalności (m.in.) Stowarzyszenia Miłośników Fotografii w Poznaniu, Polskiego Towarzystwa Fotograficznego oraz innych stowarzyszeń fotograficznych. Oddzielną część czasopisma stanowiły artykuły o fotografii, estetyce w fotografii, artykuły poświęcone technice fotografowania oraz historii fotografii. Wiele miejsca poświęcono na prezentacje reprodukcji zdjęć polskich fotografów oraz relacje z wystaw i wydarzeń fotograficznych. Artykuły do Świata Fotografii pisali (między innymi) Jan Bułhak, Tadeusz Cyprian, Zygmunt Obrąpalski, Stefan Poradowski, Leonard Sempoliński, Marian Szulc.
Świat Fotografii był czasopismem ukazującym się bardzo nieregularnie. Do 1948 roku czasopismo utrzymywało się jedynie dzięki wsparciu osób prywatnych. W 1948 roku miesięcznik otrzymał częściową pomoc finansową z Ministerstwa Kultury i Sztuki oraz Zrzeszenia Kupców Branży Fotograficznej. W 1949 roku ukazał się tylko jeden numer czasopisma. Od 1950 roku dzięki systematycznemu (pełnemu) wsparciu Ministerstwa Kultury i Sztuki miesięcznik ukazywał się regularnie do czasu zamknięcia czasopisma, w 1953 roku.